# کراموند
کراموند (به انگلیسی: Cramond) یک روستا در بریتانیا است که در City of Edinburgh واقع شده‌است. کراموند ۷٬۵۰۲ نفر جمعیت دارد.